# Campeonato Mundial de Ciclismo em Estrada de 1973
Os Campeonatos do mundo de ciclismo em estrada de 1973 celebrou-se na cidade espanhola de Barcelona de 29 de agosto a 3 de setembro de 1973.

## Resultados
| Event                       | Ouro                                                                          | Ouro           | Prata                                                                                 | Prata    | Bronze                                                                        | Bronze   |
| --------------------------- | ----------------------------------------------------------------------------- | -------------- | ------------------------------------------------------------------------------------- | -------- | ----------------------------------------------------------------------------- | -------- |
| Provas masculinas           |                                                                               |                |                                                                                       |          |                                                                               |          |
| Homens - corrida em linha   | Felice Gimondi · Itália                                                       | 6 h 31 min 26s | Freddy Maertens · Bélgica                                                             | m.t.     | Luis Ocaña · Espanha                                                          | m.t.     |
| Contrarrelógio por equipas  | Polónia · Lucjan Lis · Ryszard Szurkowski · Stanisław Szozda · Tadeusz Mytnik | 2h 03' 29"     | União Soviética · Gennady Komnatov · Youri Mikhailov · Boris Shoukov · Sergey Sinizin | + 1' 43" | Suécia · Tord Filipsson · Lennart Fagerlund · Leif Hansson · Sven-Ake Nilsson | + 3' 12" |
| Amador - corrida em linha   | Ryszard Szurkowski · Polónia                                                  | 4h 08' 59"     | Stanisław Szozda · Polónia                                                            | + 31"    | Bernard Bourreau · França                                                     | m.t.     |
| Provas femininas            |                                                                               |                |                                                                                       |          |                                                                               |          |
| Mulheres - corrida em linha | Nicole Vandenbroeck · Bélgica                                                 | 1h 31' 08"     | Keetie van Oosten-Hage · Países Baixos                                                | m.t.     | Valentina Rebrovskaja · União Soviética                                       | m.t.     |